# Abdullah Al-Shamekh
Abdullah Al-Shamekh, né le 28 mai 1993 en Arabie saoudite, est un footballeur saoudien. Il évolue au poste d'arrière latéral gauche avec le club d'Al-Fayha FC.

## Biographie
Il participe aux Jeux asiatiques en 2014 avec la sélection saoudienne.
Il joue deux matchs en Ligue des champions d'Asie en 2015 avec le club d'Al-Hilal.

## Palmarès
- Finaliste de la Coupe d'Arabie saoudite en 2015 avec Al-Hilal